# José Feliciano

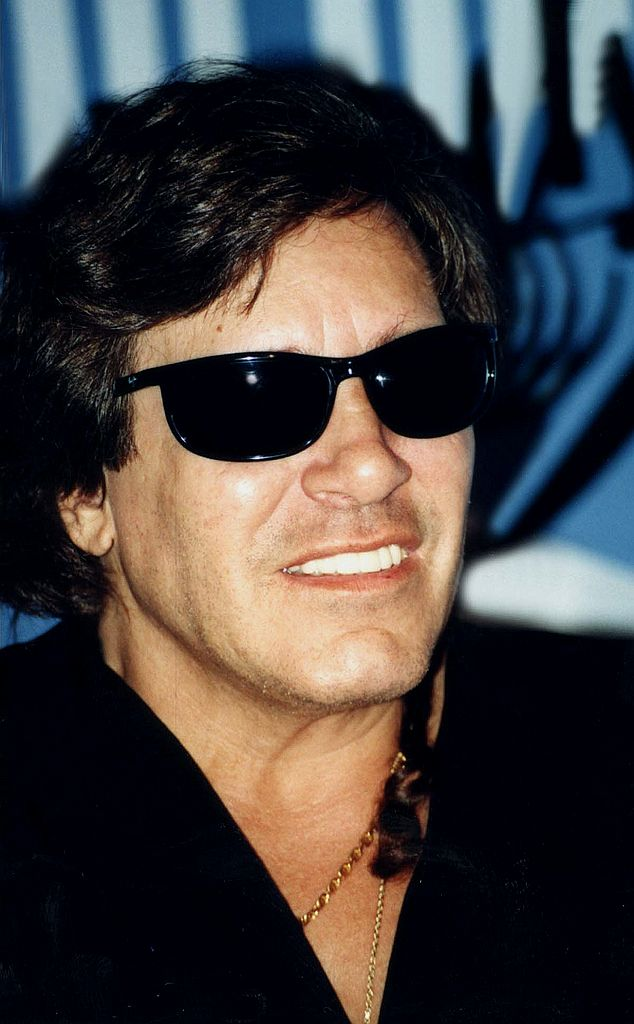
José Feliciano, 1998.

José Monserrate Feliciano García, född 10 september 1945 i Lares, Puerto Rico, är en puertoricansk-amerikansk singer-songwriter och gitarrist.
Feliciano föddes i Puerto Rico men flyttade som femåring till New York och växte upp i stadsdelen Spanish Harlem. Han är blind sedan födelsen och gjorde sin scendebut redan vid sex års ålder. I början av 1970-talet hade han flera hits på Tio i topp, till exempel "Shake a Hand", "Rain", "Come Down Jesus", "Feliz Navidad" och "Destiny". Genom åren har han även spelat in många covers och tolkat låtar av artister som The Beatles, Elvis Presley, Elton John, The Doors, John Lennon och The Mamas and the Papas.

## Topplaceringar (Sverige)
| Melodi                | Datum     | Placering |
| --------------------- | --------- | --------- |
| Light My Fire         | 5-nov-68  | 14        |
| Shake a hand          | 15-maj-71 | 1         |
| Rain                  | 23-nov-71 | 6         |
| That The Spirit Needs | 23-nov-71 | 16        |
| Come Down Jesus       | 16-jan-72 | 9         |
| Feliz Navidad         | 13-jan-73 | 1         |
| Tale Of Maria         | 14-apr-73 | 2         |
| Destiny               | 24-jun-74 | 3         |
| Feliz Navidad         | 27-dec-07 | 54        |
| Feliz Navidad         | 28-dec-12 | 34        |
| Feliz Navidad         | 27-dec-13 | 22        |
| Feliz Navidad         | 26-dec-14 | 32        |
| Feliz Navidad         | 25-dec-15 | 20        |
| Feliz Navidad         | 30-dec-16 | 24        |
| Feliz Navidad         | 29-dec-17 | 17        |
| Feliz Navidad         | 28-dec-18 | 17        |